# Boissise-la-Bertrand
Boissise-la-Bertrand és un municipi francès, situat al departament del Sena i Marne i a la regió d'Illa de França. L'any 2007 tenia 966 habitants.
Forma part del cantó de Savigny-le-Temple, del districte de Melun i de la Comunitat d'aglomeració Melun Val de Seine.

## Demografia

### Població
El 2007 la població de fet de Boissise-la-Bertrand era de 966 persones. Hi havia 308 famílies, de les quals 64 eren unipersonals (32 homes vivint sols i 32 dones vivint soles), 88 parelles sense fills, 132 parelles amb fills i 24 famílies monoparentals amb fills.
La població ha evolucionat segons el següent gràfic:
Habitants censats

### Habitatges
El 2007 hi havia 368 habitatges, 320 eren l'habitatge principal de la família, 35 eren segones residències i 13 estaven desocupats. 347 eren cases i 15 eren apartaments. Dels 320 habitatges principals, 272 estaven ocupats pels seus propietaris, 38 estaven llogats i ocupats pels llogaters i 10 estaven cedits a títol gratuït; 4 tenien una cambra, 21 en tenien dues, 28 en tenien tres, 47 en tenien quatre i 220 en tenien cinc o més. 269 habitatges disposaven pel capbaix d'una plaça de pàrquing. A 98 habitatges hi havia un automòbil i a 198 n'hi havia dos o més.

### Piràmide de població
La piràmide de població per edats i sexe el 2009 era:
| Homes | Edats   | Dones |
| ----- | ------- | ----- |
| 0     | 95 o +  | 0     |
| 4     | 90 a 94 | 12    |
| 8     | 85 a 89 | 16    |
| 4     | 80 a 84 | 8     |
| 16    | 75 a 79 | 16    |
| 12    | 70 a 74 | 28    |
| 12    | 65 a 69 | 28    |
| 24    | 60 a 64 | 16    |
| 16    | 55 a 59 | 16    |
| 36    | 50 a 54 | 28    |
| 52    | 45 a 49 | 68    |
| 24    | 40 a 44 | 28    |
| 36    | 35 a 39 | 32    |
| 20    | 30 a 34 | 24    |
| 16    | 25 a 29 | 8     |
| 48    | 20 a 24 | 24    |
| 32    | 15 a 19 | 28    |
| 20    | 10 a 14 | 36    |
| 16    | 5 a 9   | 32    |
| 20    | 0 a 4   | 16    |

## Economia
El 2007 la població en edat de treballar era de 589 persones, 427 eren actives i 162 eren inactives. De les 427 persones actives 411 estaven ocupades (217 homes i 194 dones) i 16 estaven aturades (10 homes i 6 dones). De les 162 persones inactives 54 estaven jubilades, 64 estaven estudiant i 44 estaven classificades com a «altres inactius».

### Ingressos
El 2009 a Boissise-la-Bertrand hi havia 317 unitats fiscals que integraven 849,5 persones, la mediana anual d'ingressos fiscals per persona era de 30.463 €.

### Activitats econòmiques
Dels 29 establiments que hi havia el 2007, 1 era d'una empresa de fabricació de material elèctric, 3 d'empreses de fabricació d'altres productes industrials, 3 d'empreses de construcció, 2 d'empreses de comerç i reparació d'automòbils, 1 d'una empresa de transport, 4 d'empreses d'hostatgeria i restauració, 1 d'una empresa d'informació i comunicació, 3 d'empreses immobiliàries, 8 d'empreses de serveis, 2 d'entitats de l'administració pública i 1 d'una empresa classificada com a «altres activitats de serveis».
Dels 5 establiments de servei als particulars que hi havia el 2009, 2 eren paletes, 1 lampisteria i 2 restaurants.
L'únic establiment comercial que hi havia el 2009 era un supermercat.

## Equipaments sanitaris i escolars
L'únic equipament sanitari que hi havia el 2009 era una ambulància.
El 2009 hi havia una escola elemental integrada dins d'un grup escolar amb les comunes properes formant una escola dispersa.

## Poblacions més properes
El següent diagrama mostra les poblacions més properes.